# 바트이슐

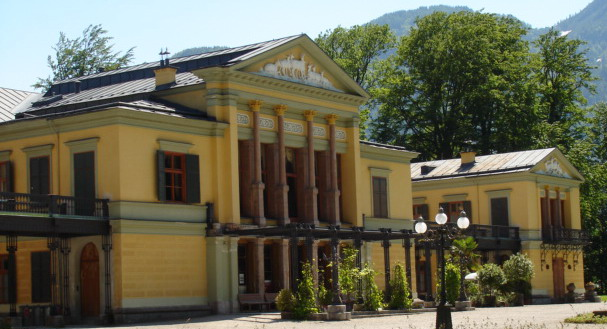
바트이슐에 있는 황제 별장

바트이슐(독일어: Bad Ischl)은 오스트리아 오버외스터라이히주에 위치한 도시로, 면적은 162.8km2, 높이는 468m, 인구는 13,910명(2012년 기준), 인구 밀도는 85명/km2이며 잘츠카머구트 지방의 중심 도시이다.
할슈타트 문화 시대부터 사람이 살았으며 1262년 문헌에 처음 등장했다. 1853년 오스트리아-헝가리 제국의 프란츠 요제프 1세 황제가 여름 별장을 세웠다. 1853년 8월 19일 프란츠 요제프 1세가 바이에른의 엘리자베트와 약혼했으며 그의 약혼 장소는 1989년부터 바트이슐 시립 박물관(Museum der Stadt Bad Ischl)으로 사용되고 있다.
1914년 7월 28일 오스트리아-헝가리 제국이 이곳에서 세르비아 왕국에 대한 선전포고를 하면서 제1차 세계 대전이 발발했다.

## 인구
| 연도 | 인구   | ±%     |
| ---- | ------ | ------ |
| 1869 | 6,827  | —      |
| 1880 | 7,678  | +12.5% |
| 1890 | 8,473  | +10.4% |
| 1900 | 9,655  | +14.0% |
| 1910 | 10,188 | +5.5%  |
| 1923 | 10,224 | +0.4%  |
| 1934 | 10,354 | +1.3%  |
| 1939 | 10,396 | +0.4%  |
| 1951 | 13,422 | +29.1% |
| 1961 | 12,703 | −5.4%  |
| 1971 | 12,812 | +0.9%  |
| 1981 | 12,970 | +1.2%  |
| 1991 | 13,887 | +7.1%  |
| 2001 | 14,081 | +1.4%  |
| 2011 | 13,939 | −1.0%  |
| 2015 | 13,813 | −0.9%  |